# Oreste Rossi
Oreste (Tino) Rossi (ur. 24 marca 1964 w Alessandrii) – włoski polityk, dziennikarz, były poseł, eurodeputowany VII kadencji.

## Życiorys
Z wykształcenia chemik, zawodowo zajął się dziennikarstwem i publicystyką. Prowadził też własną firmę rodzinną. W połowie lat 80. zaangażował się w działalność polityczną, przystąpił do organizacji zrzeszonej następnie w Lidze Północnej. Od 1990 wybierany do rady miejskiej Alessandrii.
W latach 1992–2001 był posłem do Izby Deputowanych XI, XII i XII kadencji. Od 1999 do 2004 przewodniczył klubowi radnych Ligi Północnej w radzie prowincji Alessandria. W 2000 został radnym Piemontu, w 2005 pełnił funkcję przewodniczącego rady tego regionu.
W wyborach w 2009 uzyskał z listy LN mandat posła do Parlamentu Europejskiego VII kadencji. Został członkiem grupy Europa Wolności i Demokracji oraz Komisji Ochrony Środowiska Naturalnego, Zdrowia Publicznego i Bezpieczeństwa Żywności. Odszedł z LN w trakcie kadencji, przechodząc później do frakcji chadeckiej. Wstąpił też do reaktywowanej partii Forza Italia.